# Ducado de Tuscia
El ducado de Tuscia fue un antiguo Estado de la Italia central que comprendía la llamada Tuscia real o longobarda, lo que actualmente es gran parte de la Toscana. El ducado fue constituido por los lombardos en el año 576, centrado alrededor de su capital, establecida en Lucca (conquistada a los bizantinos en septiembre de 569), donde residía el duque, señalado en los documentos como dux et iudex.

## Límites y administración
En el momento de su constitución, limitaba al oeste con el mar Tirreno y estaba rodeado por los territorios bizantinos del Exarcado de Rávena. La llanura de Pisa (la desembocadura del río Arno) quedó en manos lombardas solamente hasta la mitad del siglo siguiente. 
Administrativa, territorial y culturalmente formaba una de las tres divisiones internas de la Langobardia Maior, es decir, las zonas del Reino de Italia bajo el control lombardo al norte del Exarcado de Rávena, junto a Austria (Italia) y a Neustria (Italia).

## Historia
Después de la ocupación de los territorios que poco antes los bizantinos habían arrancado a los ostrogodos en las Guerras Góticas, los lombardos los dividieron en ducados. En 592, después de que el rey lombardo Agilulfo asediara Roma y otros territorios bajo soberanía teórica de los bizantinos, accedió a levantar el asedio a cambio de recibir un tributo de 500 libras de oro (probablemente entregadas por la Iglesia regida en ese momento por el papa san Gregorio Magno). San Gregorio negoció una tregua y luego un acuerdo para delimitar la Tuscia Romana (la parte del ducado de Roma bizantino situada al norte del Tíber) y el ducado de Tuscia propiamente dicho, la futura Toscana. Este acuerdo fue ratificado en 593 por el exarca de Rávena, representante del Imperio bizantino en Italia.
Los ducados lombardos lucharon casi inmediatamente por independizarse del centro del poder del rey de los lombardos establecido en Pavía. Así, en la contemporánea Crónica de Fredegario, se narra que "Taso, gobernador lombardo de Toscana" se rebeló contra su rey Arioaldo, que mandó ajusticiarlo en Rávena poco antes de su muerte en 636. Pocas más noticias se tienen del ducado de Tuscia, probablemente dividido en pequeños señoríos, hasta la conquista carolingia y la ocupación franca en 770. Los nuevos señores de Tuscia reunificaron el territorio elevándolo a marca fronteriza con el Imperio bizantino: así acabó después de dos siglos de existencia el ducado de Tuscia lombardo.